# 出口敬生
出口 敬生（でぐち たかお）は、日本のテレビディレクター。
フジテレビスタジオ戦略本部第3スタジオチーフプロデューサー、チーフディレクター。

## 経歴
大阪府立泉陽高等学校時代は陸上競技部に在籍していた。神戸大学ではアメリカンフットボール部（神戸大学レイバンズ）に在籍した。先輩に同局の明松功、電通の中尾孝年がいた。
『笑っていいとも!』、『忘文』など荒井昭博や黒木彰一の下でディレクター、『SMAP×SMAP』では演出として2003年秋まで担当していた。『さんタク』では演出、特番では総合演出、オブザーバーDを担当した。
2005年、フジテレビアナウンサーの梅津弥英子と結婚していることが明らかになった。
2024年6月までは、編成制作局バラエティー制作センターチーフディレクター。

## 現在の担当番組
- チーフプロデューサー
  - ホンマでっか!?TV（以前は総合演出）
- 総合演出
  - さんタク
  - FNS明石家さんまの推しアナGP
- 演出
  - 明石家さんまのラブメイト10

## 過去の担当番組
- ディレクター
  - 忘文
  - ハッピーボーイズアワー爆笑おすピー問題!
  - 森田一義アワー 笑っていいとも!
  - ブログタイプ
  - お台場明石城
  - 爆笑問題の楽しい地球
  - 笑っていいとも!新春祭
  - 新春かくし芸大会
  - FNS5000番組10万人総出演! がんばった大賞
  - タモリ・中居のドラマチック・リビングルーム
  - FNS27時間テレビ!! みんな笑顔のひょうきん夢列島!!
  - FNS27時間テレビ 笑っていいとも! 真夏の超団結特大号!! 徹夜でがんばっちゃってもいいかな?
- 演出
  - SMAP×SMAP
  - インパクト!
  - 夜の笑っていいとも!春・秋のドラマ特大号
  - 笑っていいとも!春・秋の祭典スペシャル
  - 草彅剛の女子アナスペシャル
  - Xmasスペシャル中居正広が結婚を考える夜。
- チーフディレクター
  - FNS27時間テレビ めちゃ²ピンチってるッ! 1億2500万人の本気になれなきゃテレビじゃないじゃ～ん!!
- 総合演出
  - SMAP PRESENTS ドラマの裏の本当のドラマ
  - サタデー・ナイト・ライブ JPN
  - SMAP GO!GO!
  - 武器はテレビ。 SMAP×FNS 27時間テレビ
  - バイキング（毎曜日）
- オブザーバーD
  - 中居のかけ算
  - FNS27時間テレビ内の「さんま・中居の今夜も眠れない」
- 企画プロデュース
  - FNS番組対抗!オールスター春秋の祭典スペシャル（第1回は総合演出）